# Julio Benlloch
Julio Benlloch y Casarés (* 5. November 1893 in Meliana, Provinz Valencia; † 24. Juni 1919 ebenda) war ein spanischer Bildhauer.

## Leben
Benlloch studierte ab 1910 an der Königlichen Akademie der Schönen Künste von San Carlos in Valencia. Sein bekanntestes Werk ist die Statue Despertar oder Bruma boreal, die er 1916 für die Jardines del Real in Valencia schuf. Die Marmorstatue zeigt eine entblößte Frau. Für diese Arbeit wurde er 1917 während der Exposición Nacional de Bellas Artes mit dem dritten Platz ausgezeichnet.
Die Stadt Meliana errichtete für ihn vor dem Güterbahnhof ein Denkmal.

## Werke (Auswahl)
- Büste eines Mannes
- Kopf einer Frau
- Kopf eines Jungen
- Männlicher Torso